# 秩父鉄道デキ500形電気機関車
秩父鉄道デキ500形電気機関車（ちちぶてつどうデキ500がたでんききかんしゃ）は、秩父鉄道に在籍する電気機関車である。

## 概要
日立製作所製の直流用電気機関車である。
501, 502は1973年に登場。実質的にはデキ300形の増備機で、空気圧縮機がAK4から高速型のC-1000に変更されたこと以外はほぼ同一。ただし、塗装が従来の茶色から松尾鉱業鉄道譲りの現標準色である青に白帯に変わり、ライトがシールドビームになったことが外観上の識別点である。
503, 504は1979年10月の三ヶ尻線開通に先立ち、同年3月に入線。正面窓が大きくなりひさしもついた。
505は1980年3月に増備された。ライトケースと避雷装置が変わった。
506, 507は1980年9月に増備された。尾灯がデッキの手すり取り付けから車体への埋め込みに変わっている。507は太平洋セメントの私有機。

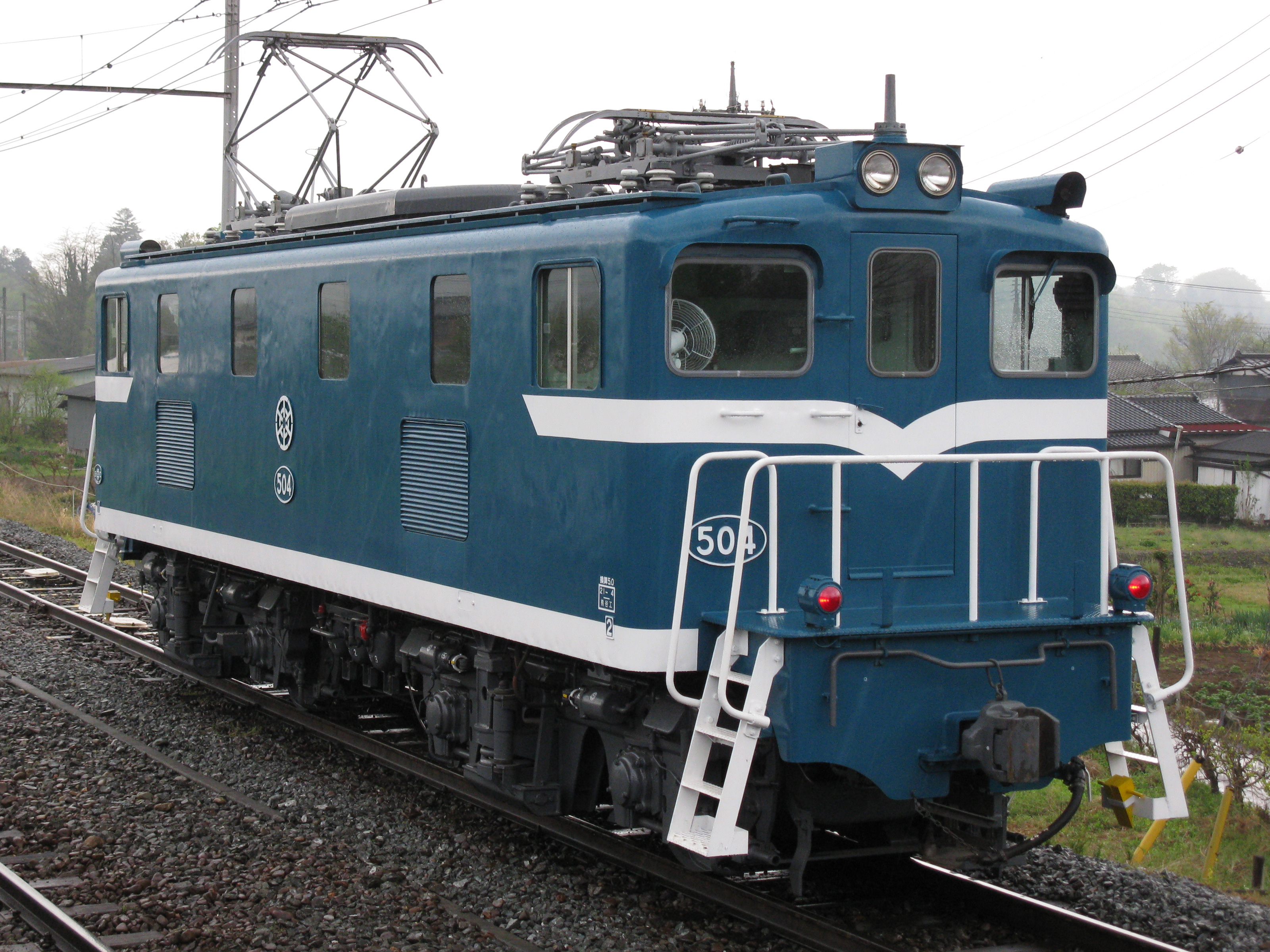
正面窓が大型化されたデキ504
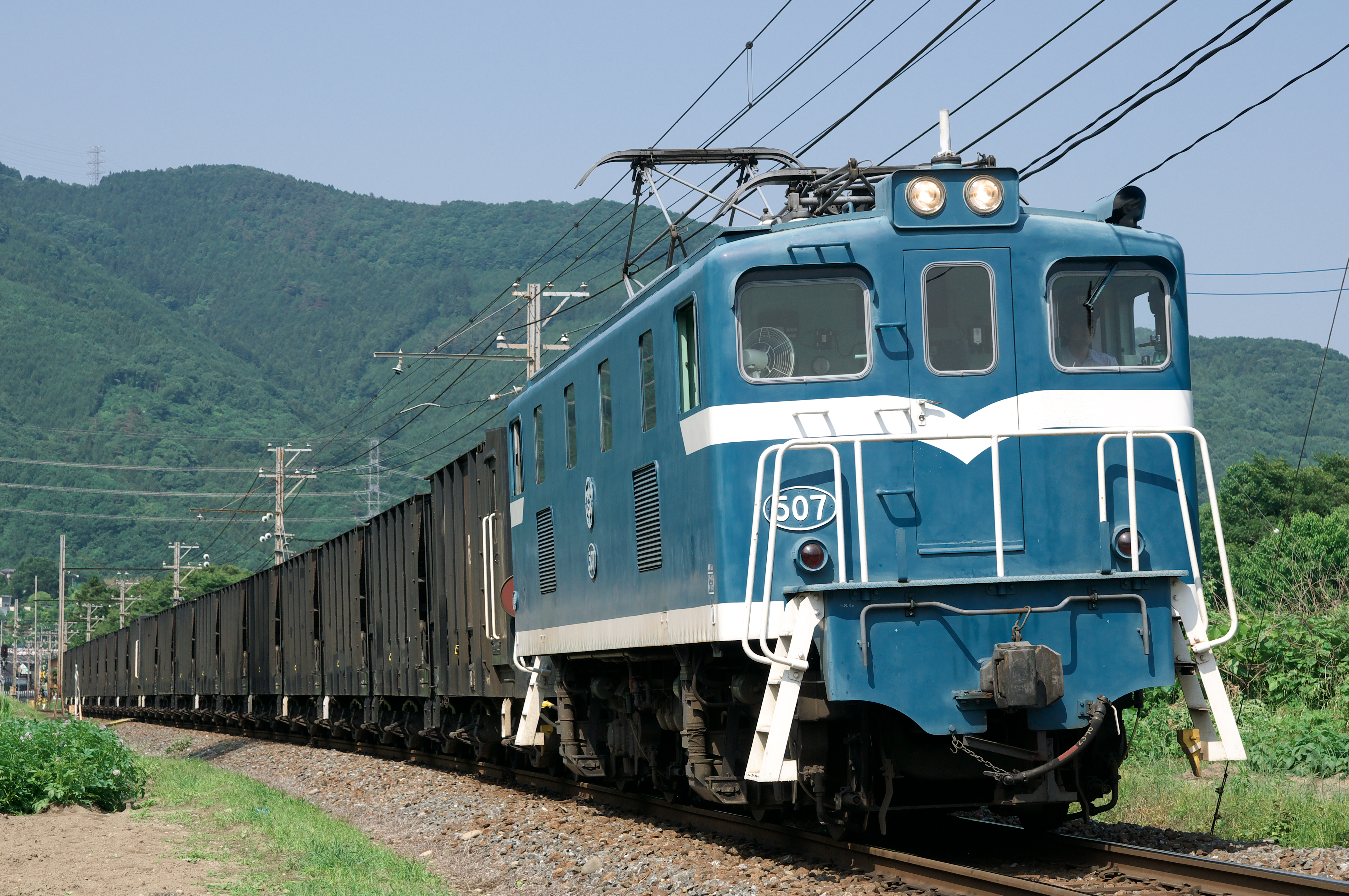
尾灯位置が変更されたデキ507

## 外装色
502は2016年5月の黄色+茶帯の旧秩鉄色への変更を経て2019年12月から黄色一色塗装、505は2010年5月頃の茶色塗装への変更を経て2019年5月から緑色（裾白帯）塗装、506は2020年3月から赤色一色塗装となっている。これらの車両は黒色塗装のデキ201、青色塗装のデキ302と共に2021年7月7日に運行された東京オリンピック聖火リレー列車に充当された。
また504は2018年5月に開催したわくわく鉄道フェスタ2018のメインイベントとしてピンク＋白帯のカラーリングとなった。その後通常塗装となっている。

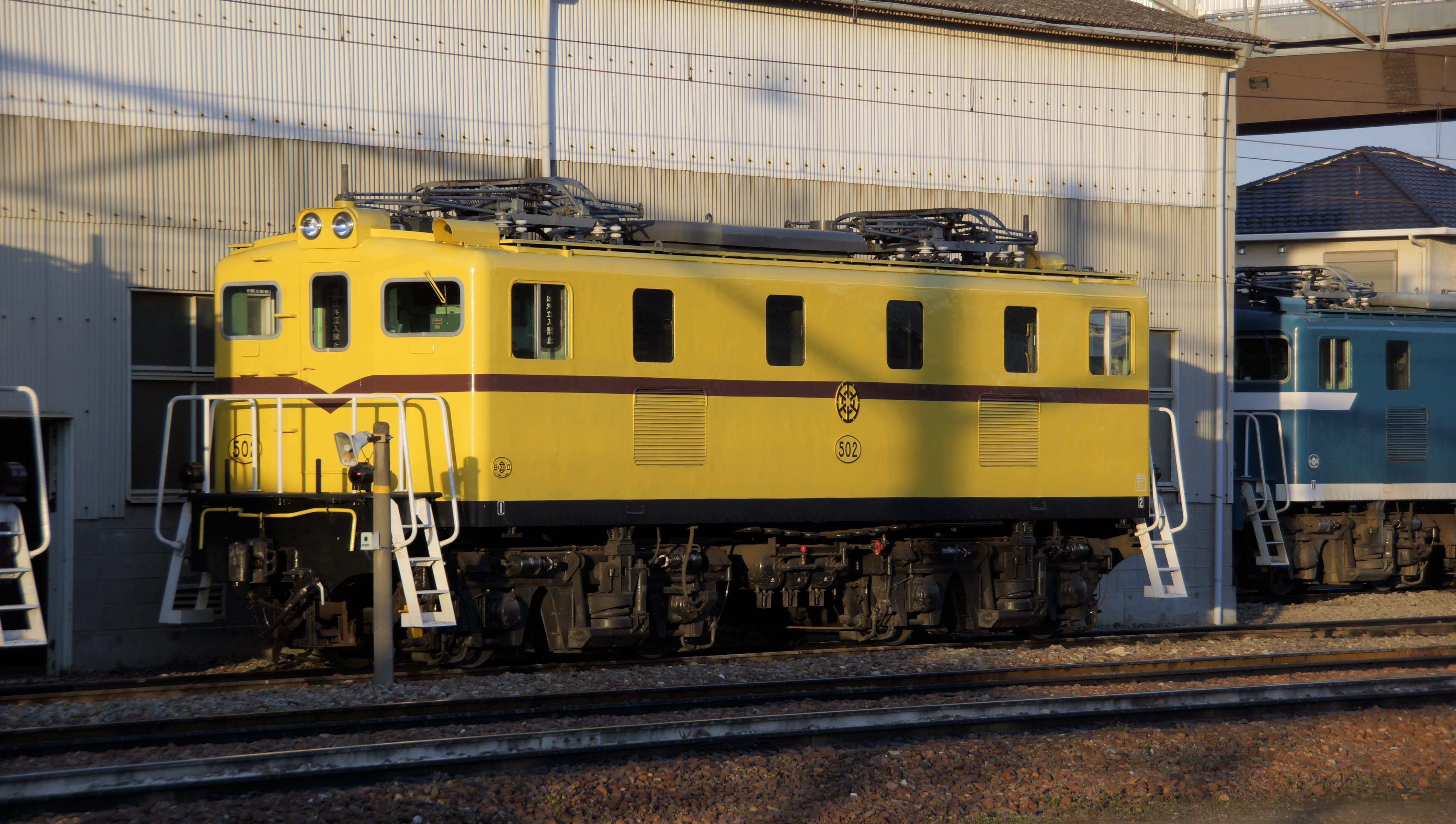
旧秩鉄色の502号機
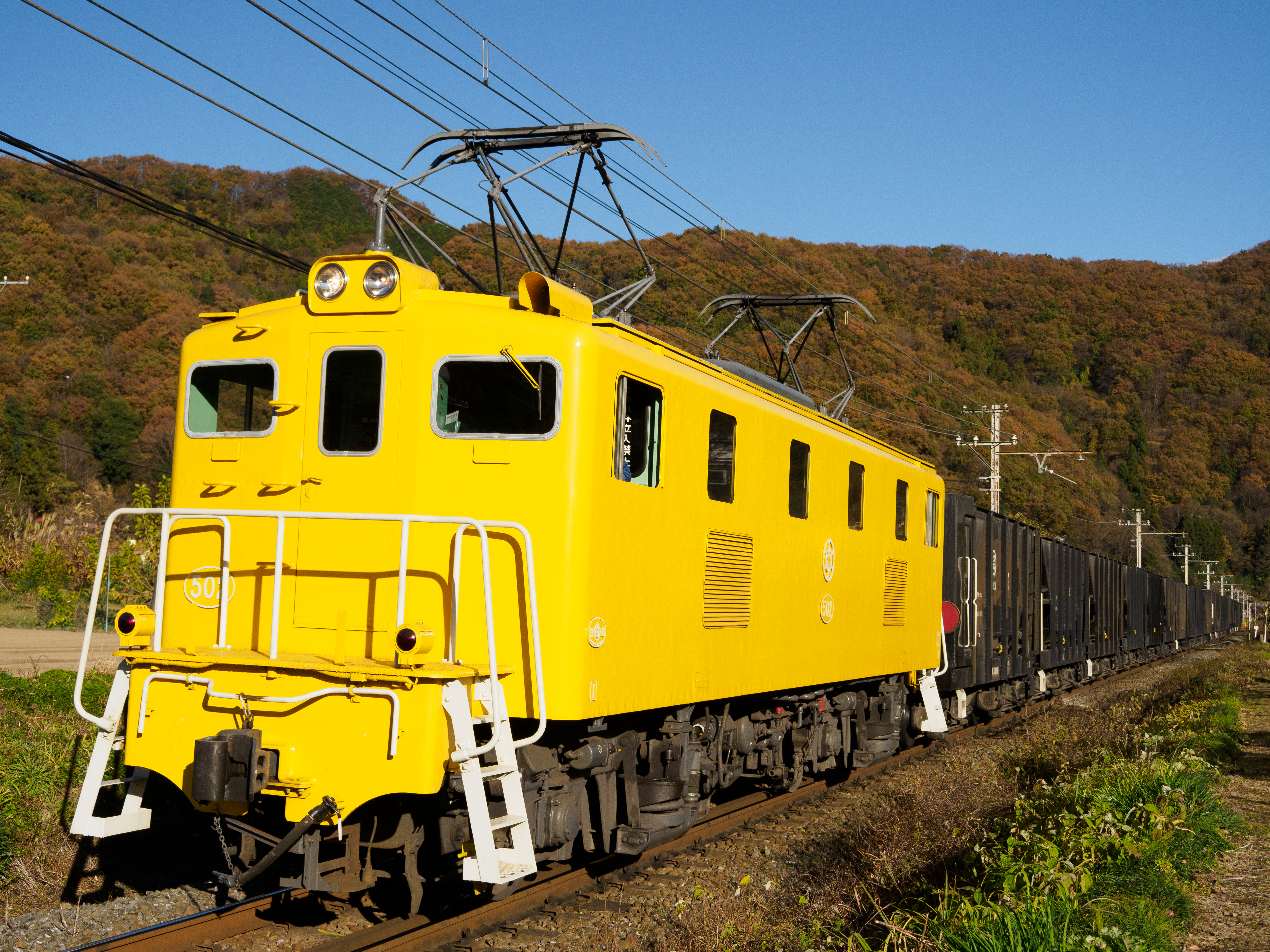
黄色塗装の502号機
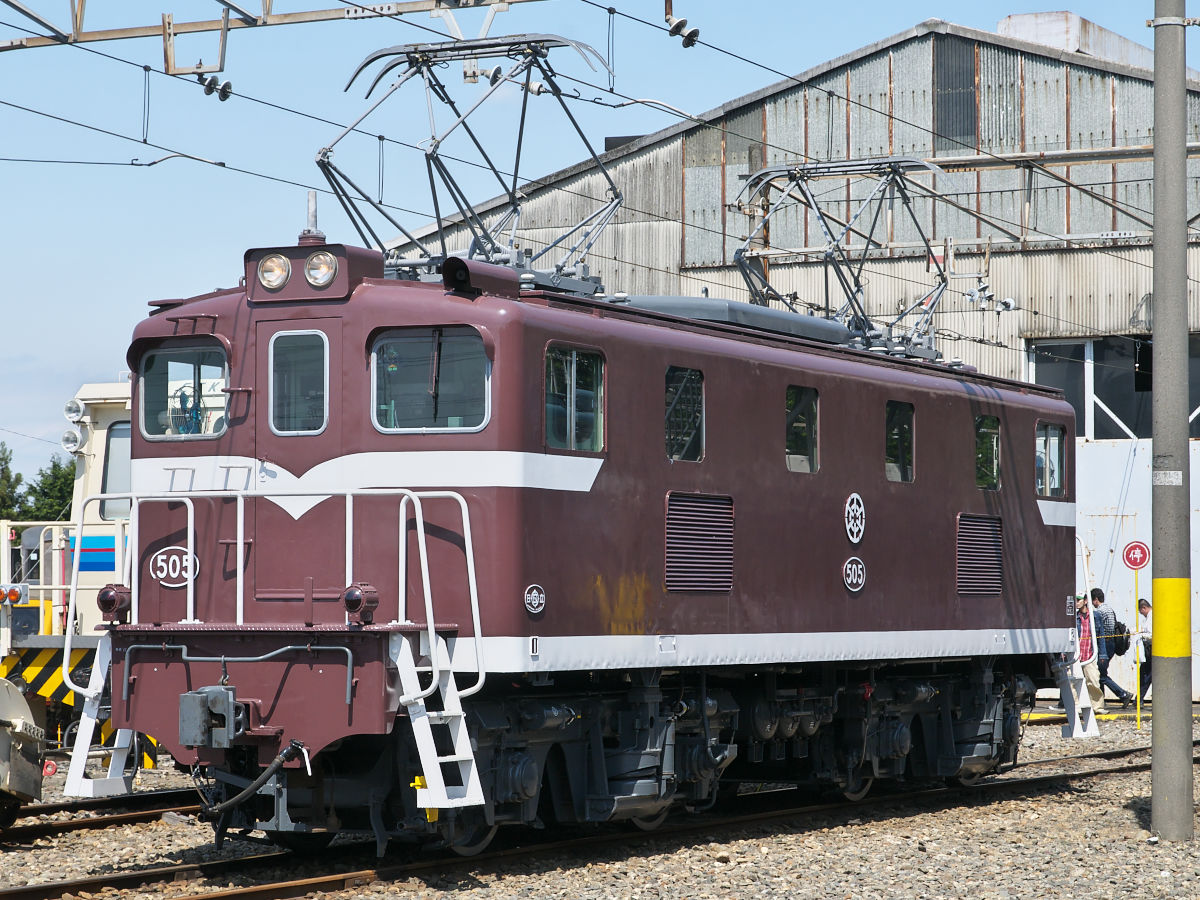
茶色塗装の505号機
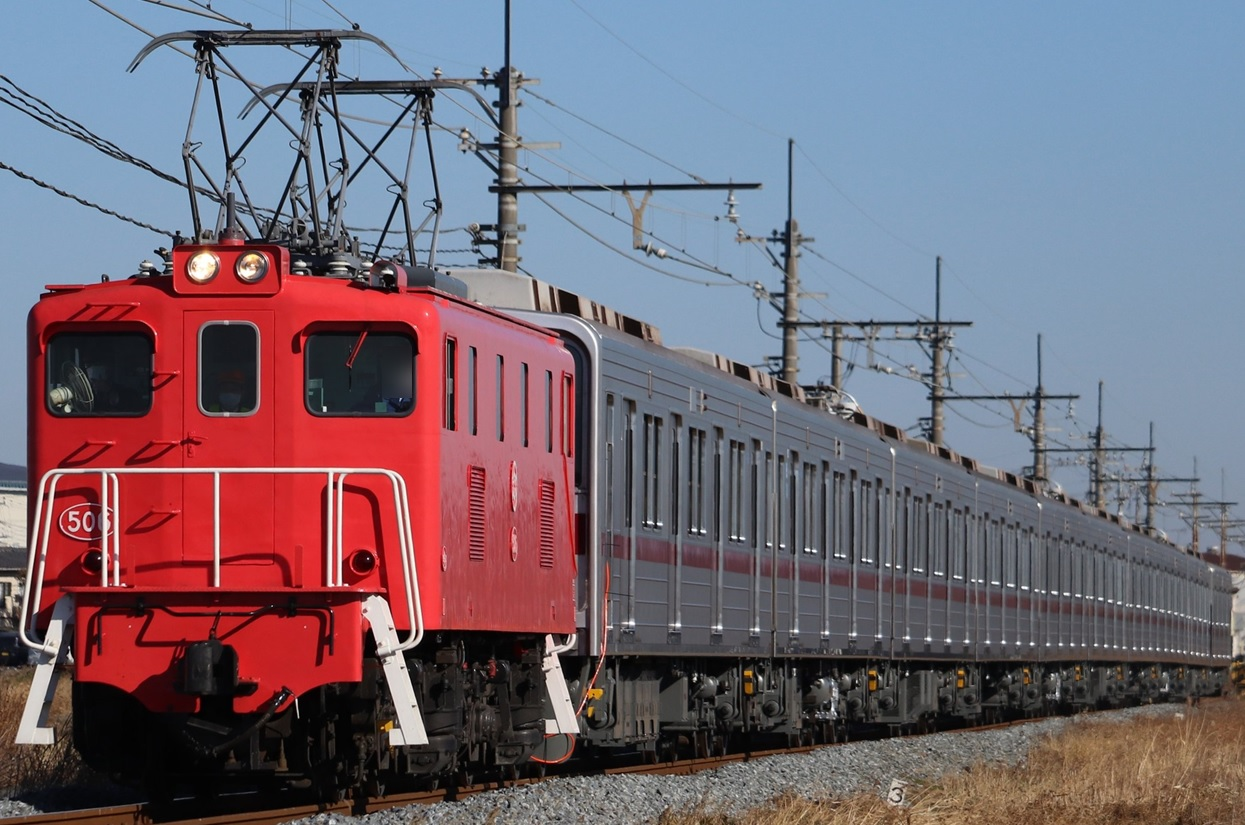
赤色塗装の506号機